# Di tích Việt Nam

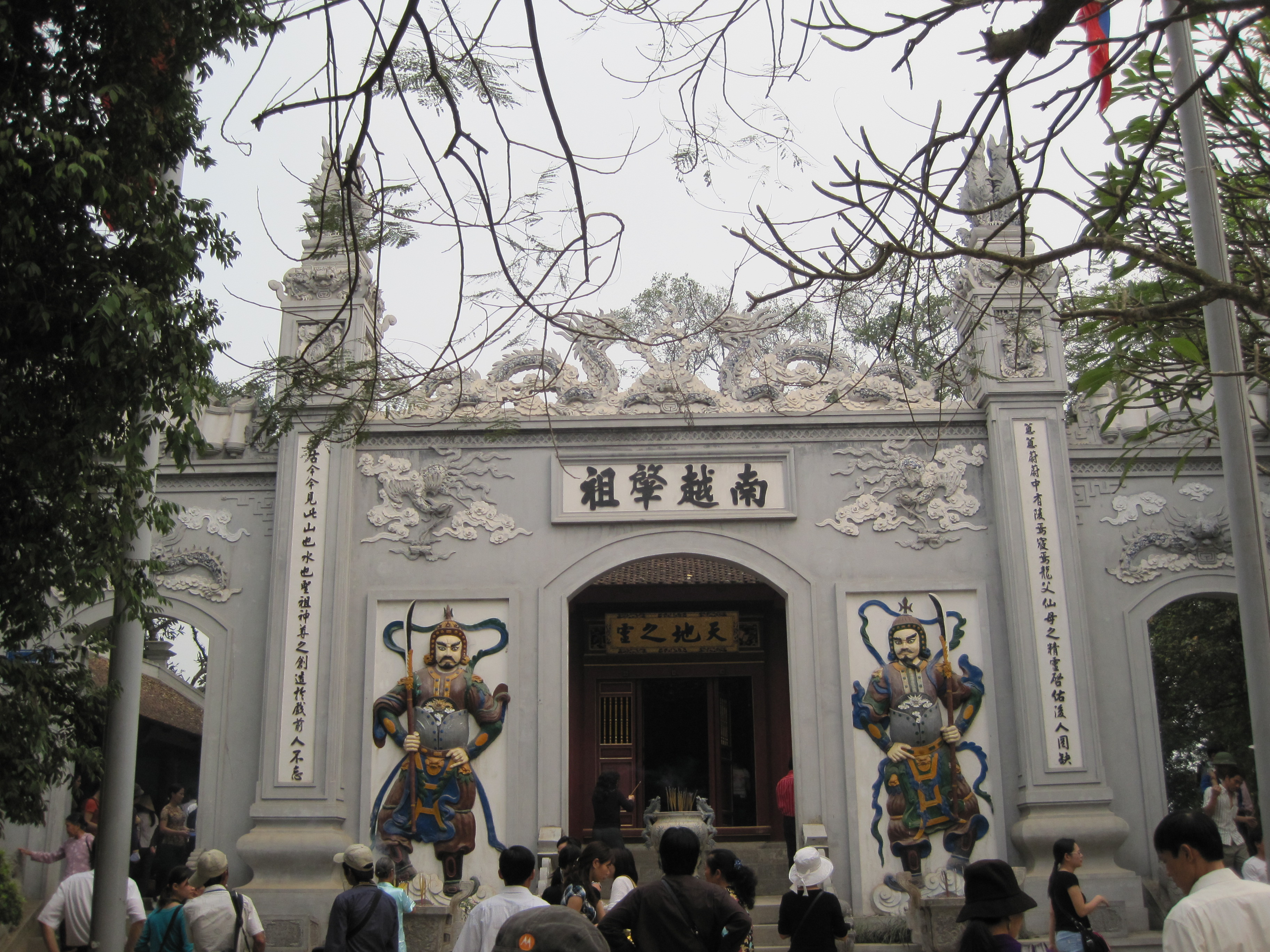
Di tích quốc gia đặc biệt đền Hùng ở Phú Thọ

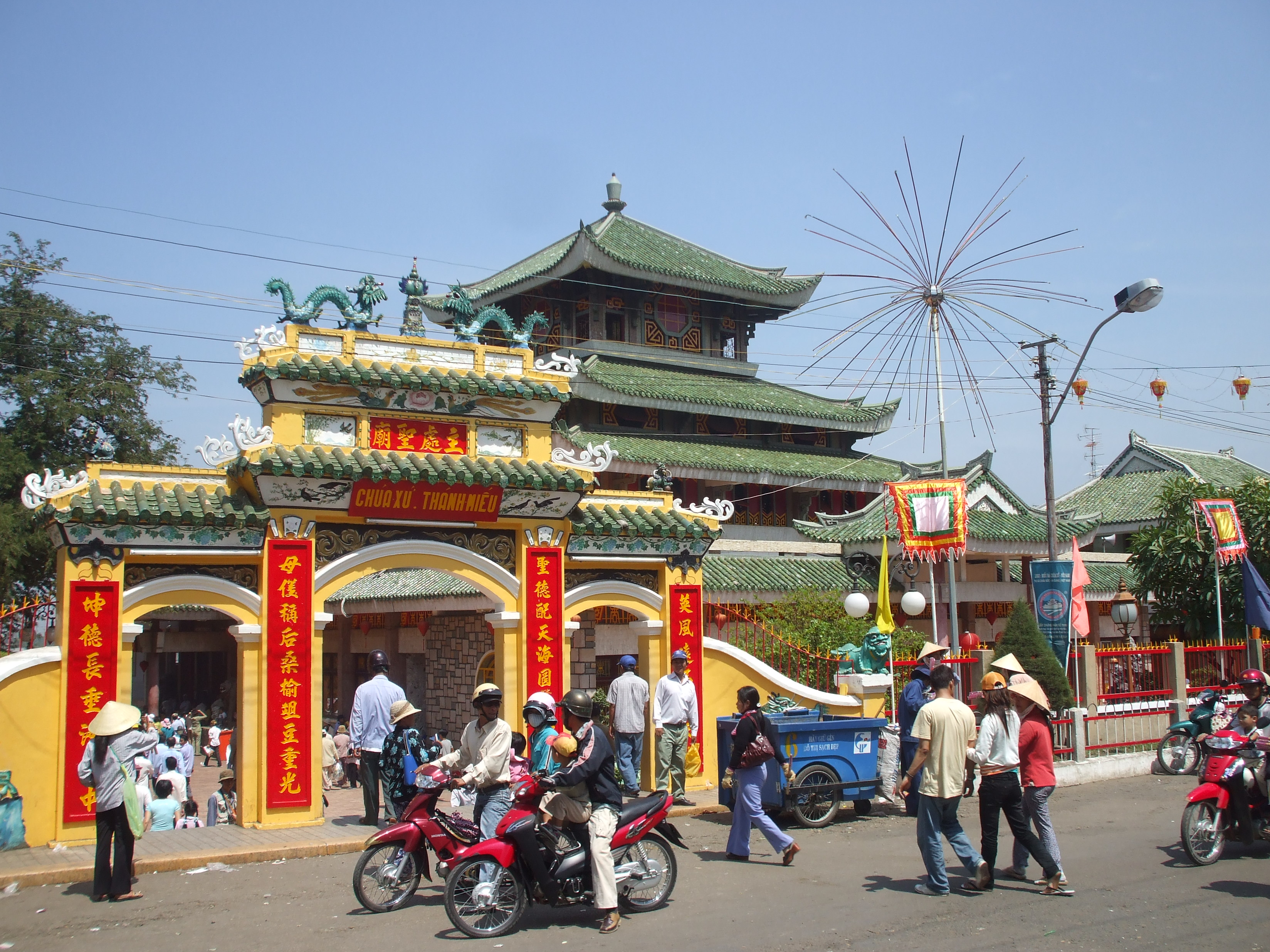
Di tích văn hóa Miếu Bà Chúa Xứ ở An Giang

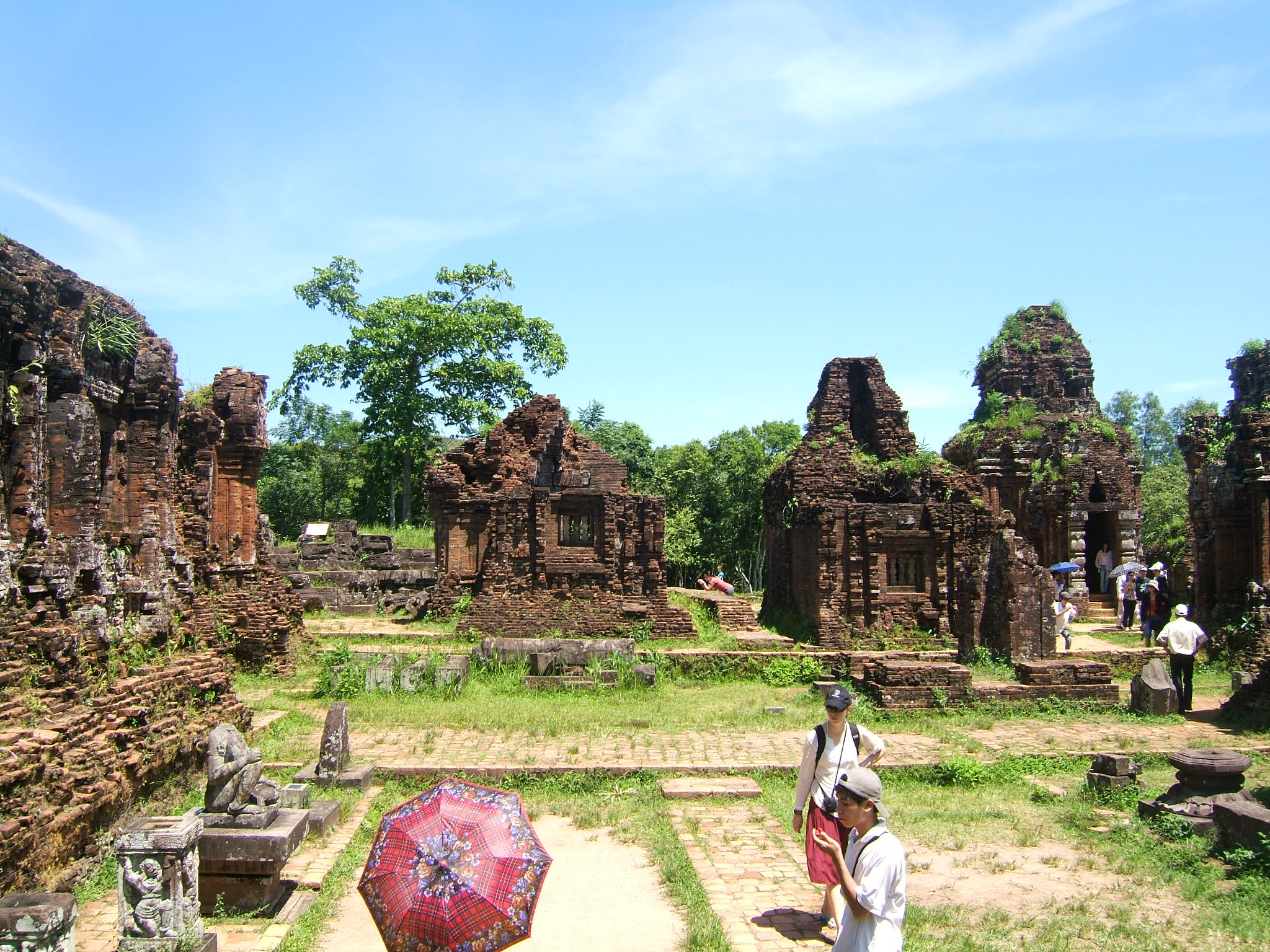
Thánh địa Mỹ Sơn

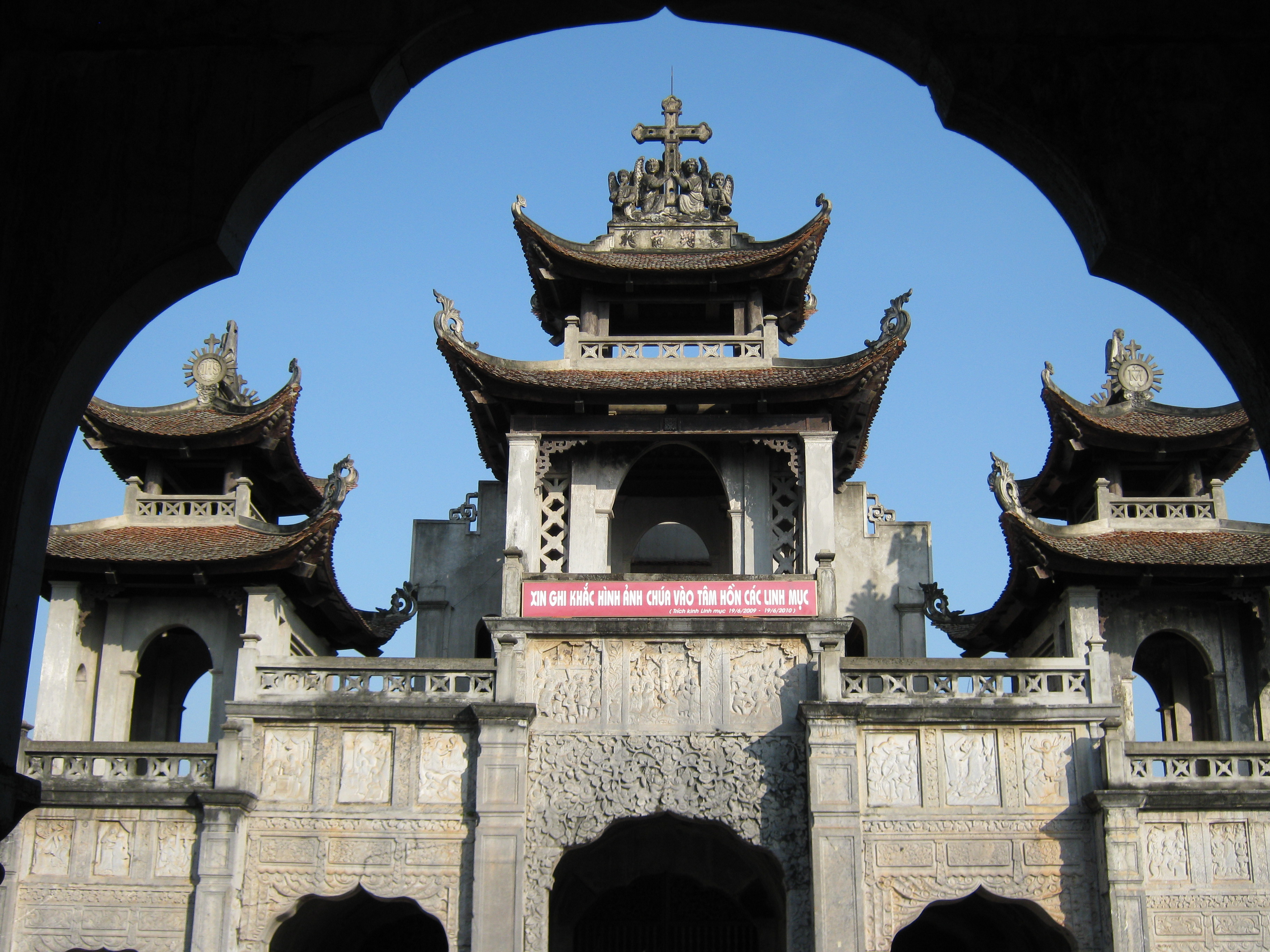
Di tích kiến trúc nghệ thuật nhà thờ đá Phát Diệm ở Ninh Bình

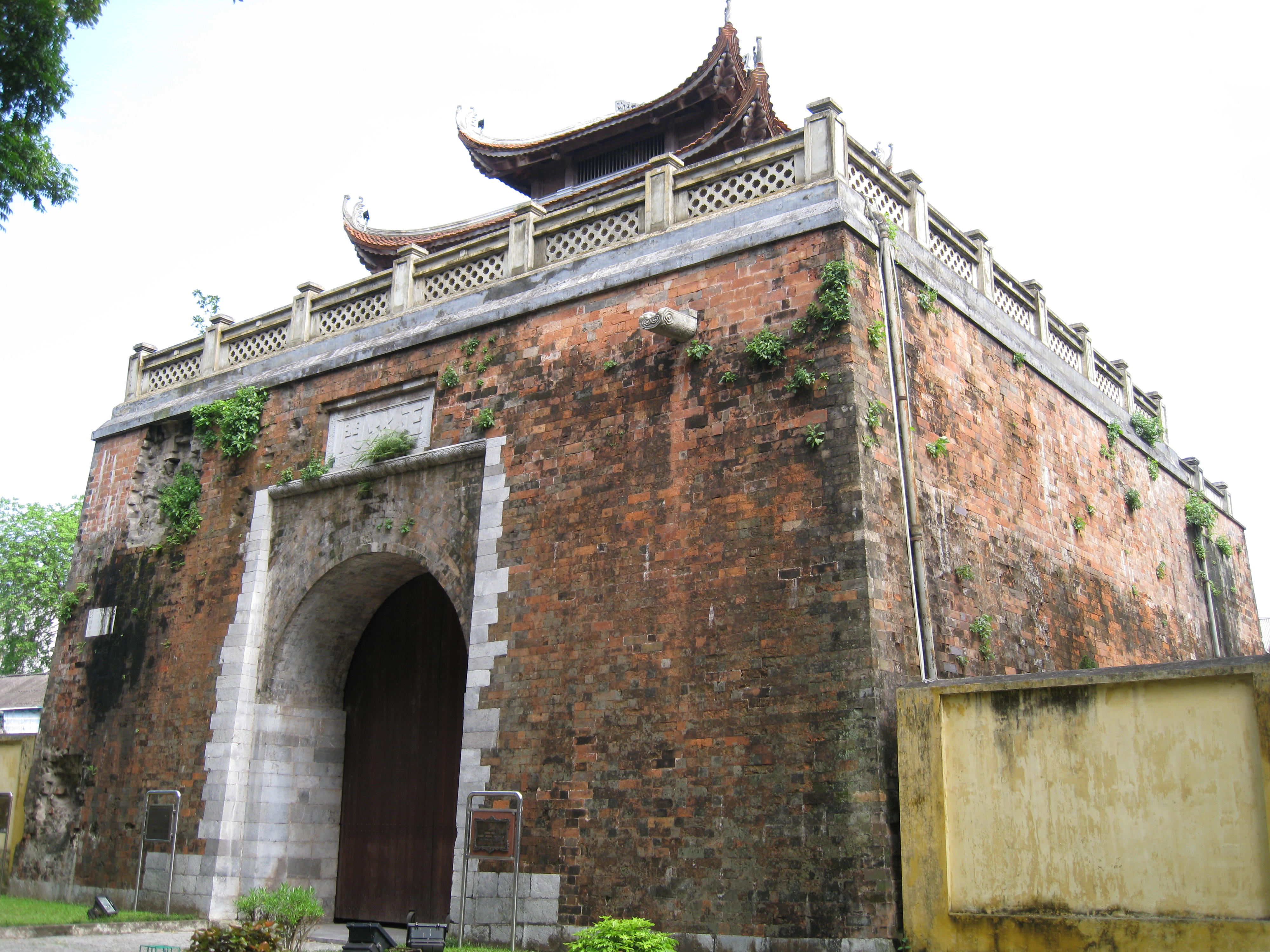
Di tích khảo cổ Hoàng thành Thăng Long ở Hà Nội

Chùa Trấn Quốc, ngôi chùa gần 1500 tuổi ở Hà Nội

Di tích là dấu vết của quá khứ còn lưu lại trong lòng đất hoặc trên mặt đất có ý nghĩa về mặt văn hóa và lịch sử". Ở Việt Nam, một di tích khi đủ các điều kiện sẽ được công nhận theo thứ tự gồm: di tích cấp tỉnh, di tích cấp quốc gia và di tích quốc gia đặc biệt. Tính đến năm 2020, Việt Nam có hơn 41.000 di tích, thắng cảnh trong đó có hơn 4.000 di tích được xếp hạng di tích quốc gia và hơn 9.000 di tích được xếp hạng cấp tỉnh. Mật độ và số lượng di tích nhiều nhất ở 10 tỉnh vùng đồng bằng sông Hồng (chiếm 56% số di tích quốc gia và 46% tổng số di tích). Trong số di tích quốc gia có 112 di tích quốc gia đặc biệt và trong số đó có 8 di sản thế giới.

## Phân loại di tích
Căn cứ Điều 29 Luật di sản văn hóa 2001 (sửa đổi, bổ sung năm 2009), các di tích được phân loại như sau:

### Di tích lịch sử - văn hóa
Di tích lịch sử - văn hóa là công trình xây dựng, địa điểm và các di vật, cổ vật, bảo vật quốc gia thuộc công trình, địa điểm đó có giá trị lịch sử, văn hóa, khoa học. Di tích lịch sử - văn hóa phải có một trong các tiêu chí sau đây:
- Công trình xây dựng, địa điểm gắn với sự kiện lịch sử tiêu biểu trong quá trình dựng nước và giữ nước. Các di tích tiêu biểu thuộc loại này như đền Hùng, Cổ Loa, Cố đô Hoa Lư, Bãi cọc Bạch Đằng, Cột cờ,...
- Công trình xây dựng, địa điểm gắn với thân thế và sự nghiệp của anh hùng dân tộc, danh nhân của đất nước. Các di tích tiêu biểu thuộc loại này như Khu di tích lịch sử Kim Liên, Đền Kiếp Bạc, Quần thể di tích danh thắng Yên Tử, Lam Kinh, đền Đồng Nhân,...
- Công trình xây dựng, địa điểm gắn với sự kiện lịch sử tiêu biểu của các thời kỳ cách mạng, kháng chiến. Các di tích tiêu biểu thuộc loại này như Khu di tích chiến thắng Điện Biên Phủ, Địa đạo Củ Chi, Khu di tích lịch sử cách mạng Pác Bó, Phòng tuyến Tam Điệp, Hành cung Vũ Lâm, Khu rừng Trần Hưng Đạo...

Năm 2010, di tích lịch sử chiếm 51.2% số di tích được xếp hạng. Các di tích này không những có giá trị lịch sử và văn hóa mà còn mang lại những giá trị lớn trên phương diện kinh tế, nhất là kinh tế du lịch.

### Di tích kiến trúc nghệ thuật
Di tích kiến trúc nghệ thuật là công trình kiến trúc nghệ thuật, tổng thể kiến trúc đô thị và đô thị có giá trị tiêu biểu trong các giai đoạn phát triển nghệ thuật kiến trúc của dân tộc. Quần thể các công trình kiến trúc hoặc công trình kiến trúc đơn lẻ có giá trị tiêu biểu về kiến trúc, nghệ thuật của một hoặc nhiều giai đoạn lịch sử. Các di tích tiêu biểu loại này như Chùa Bút Tháp, phố cổ Hội An, nhà thờ Phát Diệm, chùa Keo, đình Tây Đằng, Chùa Phật Tích. Năm 2010, di tích kiến trúc nghệ thuật chiếm 44.2% tổng số di tích được xếp hạng.

### Di tích khảo cổ
Di tích khảo cổ là những địa điểm khảo cổ có giá trị nổi bật đánh dấu các giai đoạn phát triển của các văn hoá khảo cổ. Các di tích tiêu biểu thuộc loại này như Hoàng thành Thăng Long, hang Con Moong, di chỉ Đông Sơn, động Người Xưa, thánh địa Mỹ Sơn
Năm 2010, di tích khảo cổ chiếm 1.3% các di tích được xếp hạng.

### Di tích thắng cảnh
Di tích thắng cảnh (danh lam thắng cảnh) là cảnh quan thiên nhiên hoặc địa điểm có sự kết hợp giữa cảnh quan thiên nhiên với công trình kiến trúc có giá trị lịch sử, thẩm mỹ, khoa học. Danh lam thắng cảnh phải có một trong các tiêu chí sau đây:
- Cảnh quan thiên nhiên hoặc địa điểm có sự kết hợp giữa cảnh quan thiên nhiên với công trình kiến trúc có giá trị thẩm mỹ tiêu biểu. Các di tích quốc gia đặc biệt tiêu biểu thuộc loại này như 4 danh lam thắng cảnh khu danh thắng Tây Thiên, Tràng An - Tam Cốc - Bích Động, vịnh Hạ Long, động Phong Nha.
- Khu vực thiên nhiên có giá trị khoa học về địa chất, địa mạo, địa lý, đa dạng sinh học, hệ sinh thái đặc thù hoặc khu vực thiên nhiên chứa đựng những dấu tích vật chất về các giai đoạn phát triển của Trái Đất. Các di tích tiêu biểu thuộc loại này như vịnh Hạ Long, Cao nguyên Đồng Văn, các vườn quốc gia và khu dự trữ sinh quyển thế giới ở Việt Nam.

Danh lam thắng cảnh chiếm khoảng 3.3% số di tích được xếp hạng.

### Di tích lịch sử cách mạng
Di tích cách mạng - kháng chiến là một bộ phận cấu thành hệ thống các di tích lịch sử - văn hoá, tuy nhiên, nó có những điểm khác với các di tích tôn giáo tín ngưỡng như đình, đền, chùa, miếu… ở chỗ: đó là những địa điểm cụ thể, công trình kiến trúc có sẵn (nhà ở, đường phố…), là những công trình được con người tạo nên phù hợp với mục đích sử dụng (địa đạo, hầm bí mật…) gắn liền với những sự kiện cụ thể, nhân vật lịch sử cụ thể mà trở thành di tích. Loại hình di tích này rất đa dạng, phong phú, có mặt ở khắp mọi nơi, khó nhận biết, đồng thời cũng rất dễ bị lãng quên, dễ biến dạng theo mục đích sử dụng, theo thời tiết và theo thời gian. Bởi vậy các di tích này vừa khó bảo tồn vừa khó phát huy tác dụng nếu không được quan tâm đặc biệt.
Một số di tích lịch sử cách mạng như: Chiến khu Tân Trào, Chiến khu Quỳnh Lưu, Khu di tích chiến thắng Điện Biên Phủ,...

## Phân cấp di tích
Căn cứ vào giá trị lịch sử, văn hóa, khoa học, di tích lịch sử - văn hóa, danh lam thắng cảnh (gọi chung là di tích) được chia thành:
- Di tích nằm trong danh mục kiểm kê di sản văn hóa.[7]
- Di tích cấp tỉnh là di tích có giá trị tiêu biểu của địa phương. Chủ tịch Uỷ ban nhân dân cấp tỉnh quyết định xếp hạng di tích cấp tỉnh.
- Di tích quốc gia là di tích có giá trị tiêu biểu của quốc gia. Bộ Văn hóa - Thông tin (nay là Bộ Văn hóa, Thể thao và Du lịch (Việt Nam) quyết định xếp hạng di tích quốc gia.
- Di tích quốc gia đặc biệt là di tích có giá trị đặc biệt tiêu biểu của quốc gia. Thủ tướng Chính phủ quyết định xếp hạng di tích quốc gia đặc biệt; quyết định việc đề nghị Tổ chức Giáo dục, Khoa học và Văn hoá của Liên hợp quốc xem xét đưa di tích tiêu biểu của Việt Nam vào Danh mục di sản thế giới. Di tích quốc gia đặc biệt ở Việt Nam được xếp hạng các đợt đầu gồm: Cố đô Hoa Lư, Di tích Pác Bó, Dinh Độc Lập, Hoàng thành Thăng Long, Khu căn cứ Trung ương Cục miền Nam, Khu di tích ATK Thái Nguyên, Khu di tích chiến thắng Điện Biên Phủ, Khu di tích Côn Sơn - Kiếp Bạc, Khu di tích khởi nghĩa Yên Thế, Khu di tích Kim Liên, Khu di tích Phủ Chủ tịch, Khu di tích Tân Trào, Khu lưu niệm chủ tịch Tôn Đức Thắng, Nhà tù Côn Đảo, Quần thể di tích Cố đô Huế, Thành nhà Hồ, Thánh địa Mỹ Sơn, Thắng cảnh Tràng An - Tam Cốc - Bích Động, Văn Miếu - Quốc Tử Giám, Vườn quốc gia Phong Nha - Kẻ Bàng, Vịnh Hạ Long, Đô thị cổ Hội An và Đền Hùng.

Trong trường hợp di tích đã được xếp hạng mà sau đó có đủ căn cứ xác định là không đủ tiêu chuẩn hoặc bị huỷ hoại không có khả năng phục hồi thì người có thẩm quyền quyết định xếp hạng di tích nào có quyền ra quyết định huỷ bỏ xếp hạng đối với di tích đó.

## Thống kê di tích Việt Nam

### Theo địa phương
- Các tỉnh có số lượng di tích lớn hơn 1500 gồm: Hà Nội: 5175 di tích; Thái Bình: 2539 di tích; Bắc Giang: 2237 di tích; Bắc Ninh 1859 di tích; Ninh Bình: 1879 di tích; Đồng Nai: 1800 di tích; Hà Nam: 1784 di tích; Nam Định: 1655 di tích; Thanh Hóa: 1535 di tích.
- Các tỉnh có mật độ di tích lớn nhất đều thuộc vùng châu thổ sông Hồng gồm: Hà Nam 2,07 di tích/km2; Hà Nội: 1,56 di tích/km2; Bắc Ninh: 1,96 di tích/km2; Ninh Bình: 1,36 di tích/km2 và Hưng Yên: 1,31 di tích/km2.

| STT | Tên tỉnh          | Số di tích Quốc gia đặc biệt | Số di tích Quốc gia | Số di tích cấp tỉnh | Tổng di tích | Thời gian cập nhật | Ghi chú                     |
| --- | ----------------- | ---------------------------- | ------------------- | ------------------- | ------------ | ------------------ | --------------------------- |
| 1   | An Giang          | 2                            | 26                  | 46                  | 1287         | 2015               | [ 8 ]                       |
| 2   | Bà Rịa – Vũng Tàu | 1                            | 28                  | 19                  | 219          | 2019               | [ 9 ]                       |
| 3   | Bạc Liêu          | 2                            | 13                  | 34                  | 150          | 2024               | [ 10 ]                      |
| 4   | Bắc Giang         | 5                            | 95                  | 605                 | 2237         | 2021               | [ 11 ]                      |
| 5   | Bắc Kạn           | 2                            | 7                   | 49                  | 120          | 2021               | [ 12 ]                      |
| 6   | Bắc Ninh          | 4                            | 195                 | 386                 | 1558         | 2020               | [ 13 ]                      |
| 7   | Bến Tre           | 2                            | 16                  | 51                  | 69           | 2019               |                             |
| 8   | Bình Dương        | 0                            | 12                  | 38                  | 500          | 2015               | [ 14 ] [ 15 ] [ 16 ] [ 17 ] |
| 9   | Bình Định         | 2                            | 36                  | 78                  | 234          | 2017               | [ 18 ] [ 19 ]               |
| 10  | Bình Phước        | 3                            | 12                  | 12                  | 17           | 2015               | [ 20 ]                      |
| 11  | Bình Thuận        | 0                            | 28                  | 40                  | 300          | 2019               | [ 21 ]                      |
| 12  | Cà Mau            | 0                            | 10                  | 28                  | 38           | 2017               | [ 22 ] [ 23 ]               |
| 13  | Cao Bằng          | 3                            | 27                  | 65                  | 226          | 2015               | [ 24 ] [ 25 ]               |
| 14  | Cần Thơ           | 0                            | 10                  | 12                  | 22           | 2016               | [ 26 ] [ 27 ]               |
| 15  | Đà Nẵng           | 2                            | 18                  | 51                  | 200          | 2019               | [ 28 ]                      |
| 16  | Đắk Lắk           | 2                            | 17                  | 13                  | 58           | 2019               | [ 29 ]                      |
| 17  | Đắk Nông          | 1                            | 7                   | 3                   | 20           | 2019               | [ 30 ]                      |
| 18  | Điện Biên         | 1                            | 12                  | 8                   | 21           | 2019               | [ 31 ]                      |
| 19  | Đồng Nai          | 2                            | 29                  | 24                  | 1000         | 2019               | [ 32 ]                      |
| 20  | Đồng Tháp         | 1                            | 13                  | 50                  | 91           | 2015               | [ 33 ] [ 34 ]               |
| 21  | Gia Lai           | 1                            | 8                   | 5                   | 30           | 2017               | [ 35 ]                      |
| 22  | Hà Giang          | 0                            | 26                  | 29                  | 55           | 2018               | [ 36 ]                      |
| 23  | Hà Nam            | 2                            | 95                  | 133                 | 1888         | 2023               | [ 37 ]                      |
| 24  | Hà Nội            | 17                           | 1196                | 1156                | 5175         | 2015               | [ 38 ] [ 39 ]               |
| 25  | Hà Tĩnh           | 2                            | 79                  | 425                 | 504          | 2017               | [ 40 ] [ 41 ] [ 42 ]        |
| 26  | Hải Dương         | 4                            | 142                 | 200                 | 3199         | 2020               | [ 43 ]                      |
| 27  | Hải Phòng         | 2                            | 112                 | 356                 | 470          | 2017               |                             |
| 28  | Hậu Giang         | 1                            | 9                   | 6                   | 188          | 2015               | [ 44 ]                      |
| 29  | Hòa Bình          | 1                            | 41                  | 27                  | 295          | 2024               | [ 45 ]                      |
| 30  | Hưng Yên          | 2                            | 165                 | 88                  | 1210         | 2019               | [ 46 ]                      |
| 31  | Khánh Hòa         | 0                            | 16                  | 171                 | 1091         | 2017               | [ 47 ] [ 48 ]               |
| 32  | Kiên Giang        | 1                            | 21                  | 30                  | 200          | 2017               | [ 49 ] [ 50 ]               |
| 33  | Kon Tum           | 2                            | 4                   | 18                  | 55           | 2018               | [ 51 ]                      |
| 34  | Lai Châu          | 0                            | 5                   | 20                  | 39           | 2019               | [ 52 ]                      |
| 35  | Lạng Sơn          | 2                            | 27                  | 95                  | 581          | 2018               | [ 53 ]                      |
| 36  | Lào Cai           | 0                            | 15                  | 11                  | 50           | 2015               | [ 54 ] [ 55 ]               |
| 37  | Lâm Đồng          | 2                            | 18                  | 16                  | 50           | 2018               | [ 56 ]                      |
| 38  | Long An           | 0                            | 20                  | 86                  | 109          | 2017               | [ 57 ]                      |
| 39  | Nam Định          | 3                            | 85                  | 297                 | 1348         | 2022               | [ 58 ]                      |
| 40  | Nghệ An           | 4                            | 137                 | 235                 | 1395         | 2018               | [ 59 ]                      |
| 41  | Ninh Bình         | 3                            | 103                 | 314                 | 1879         | 2015               | [ 60 ] [ 61 ]               |
| 42  | Ninh Thuận        | 2                            | 12                  | 44                  | 239          | 2021               | [ 62 ]                      |
| 43  | Phú Thọ           | 1                            | 73                  | 218                 | 967          | 2021               | [ 63 ]                      |
| 44  | Phú Yên           | 2                            | 20                  | 68                  | 201          | 2024               | [ 64 ]                      |
| 45  | Quảng Bình        | 2                            | 53                  | 63                  | 200          | 2019               | [ 65 ]                      |
| 46  | Quảng Nam         | 4                            | 60                  | 300                 | 500          | 2015               | [ 66 ]                      |
| 47  | Quảng Ngãi        | 1                            | 28                  | 76                  | 250          | 2022               | [ 67 ]                      |
| 48  | Quảng Ninh        | 8                            | 51                  | 71                  | 482          | 2017               | [ 68 ] [ 69 ]               |
| 49  | Quảng Trị         | 4                            | 21                  | 473                 | 524          | 2021               | [ 70 ]                      |
| 50  | Sóc Trăng         | 0                            | 8                   | 38                  | 111          | 2021               | [ 71 ]                      |
| 51  | Sơn La            | 1                            | 47                  | 15                  | 113          | 2019               | [ 72 ]                      |
| 52  | Tây Ninh          | 1                            | 26                  | 60                  | 365          | 2016               | [ 73 ]                      |
| 53  | Thái Bình         | 2                            | 114                 | 550                 | 2138         | 2021               | [ 74 ]                      |
| 54  | Thái Nguyên       | 1                            | 49                  | 205                 | 780          | 2019               | [ 75 ]                      |
| 55  | Thanh Hóa         | 5                            | 142                 | 686                 | 1535         | 2019               | [ 76 ]                      |
| 56  | Thừa Thiên Huế    | 2                            | 86                  | 55                  | 902          | 2020               | [ 77 ]                      |
| 57  | Tiền Giang        | 2                            | 21                  | 129                 | 106          | 2024               | [ 78 ]                      |
| 58  | TP. Hồ Chí Minh   | 2                            | 56                  | 114                 | 400          | 2017               | [ 79 ] [ 80 ]               |
| 59  | Trà Vinh          | 0                            | 12                  | 16                  | 533          | 2015               | [ 81 ] [ 82 ]               |
| 60  | Tuyên Quang       | 3                            | 137                 | 252                 | 600          | 2018               | [ 83 ]                      |
| 61  | Vĩnh Long         | 0                            | 11                  | 50                  | 700          | 2021               | [ 84 ]                      |
| 62  | Vĩnh Phúc         | 2                            | 66                  | 404                 | 1303         | 2019               | [ 85 ]                      |
| 63  | Yên Bái           | 1                            | 13                  | 92                  | 500          | 2019               | [ 86 ]                      |

### Theo loại di tích
- Di tích là chùa: Theo thống kê của Giáo hội Phật giáo Việt Nam 26/11/2007, cả nước này hiện có 14.775 ngôi chùa và 44.498 vị tăng, ni.[87]
- Di tích thời Hùng Vương: Theo thống kê của Cục Văn hoá cơ sở - Bộ Văn hóa, Thể thao và Du lịch 2010,[88] Việt Nam có 1417 di tích thời vua Hùng và các nhân vật liên quan đến thời đại Hùng Vương như Thần Nông, Sơn Tinh, Thần Cao Sơn, Thần Quý Minh, Thánh Gióng, Chử Đồng Tử,... Riêng địa bàn 2 tỉnh Phú Thọ và Vĩnh Phúc đã có trên 600 nơi thờ.

## Bảo tồn di tích
Vấn đề bảo tồn di tích và kinh phí bảo tồn thường gây tranh luận tại Việt Nam. Nhiều di tích không được bảo quản đúng mức, gây hư hỏng nghiêm trọng hay bị sửa lại khác xa mẫu cổ. Nhiều di tích như Thác Voi, Thác Liên Khương, Công ty cổ phần khai thác chỉ rào thác, kinh doanh bán vé thu tiền vào cổng mà không tu bổ và đến cuối năm 2007 thì rao sang nhượng dự án, kiếm lời thêm 3 tỷ đồng .
Thành nhà Hồ bị Bảo tàng tỉnh Thanh Hóa tôn tạo "không đúng cách" và vá víu. Chùa Phật Tích tại Bắc Ninh, di tích lịch sử thời nhà Lý, bị phá bỏ tan hoang "để xây dựng mới".
Theo ý kiến của các chuyên gia Đức thuộc tổ chức Dự án bảo tồn, trùng tu và đào tạo Đức (GCREP): "Ở Việt Nam, với những di tích bị hư hại nhiều, người ta thường bỏ đi và xây lại mới. Còn theo kinh nghiệm của chúng tôi, không phải cái gì cũng cần tu tạo lại 100%, có những thứ không tu tạo được thì giữ nguyên" 
Vì những yếu kém trong những mặt khác so với các nước trong khu vực, nên ngành du lịch Việt Nam thường chỉ chú trọng khai thác quá đáng các thắng cảnh thiên nhiên như một điểm mạnh, nhưng việc "xã hội hóa" các danh thắng (cho phép các công ty đầu tư khai thác và bán vé vào cửa) dẫn đến việc hầu hết các nơi danh thắng đều thu tiền vào tham quan và các công ty này lại không quan tâm bảo trì đúng mức, do đó cảnh quan đang bị xuống cấp hay phá hủy, điển hình là trường hợp các di tích quốc gia như Thác Voi, Thác Liên Khương.

## Di sản thế giới
Hiện tại, Việt Nam đã có 8 di tích được UNESCO công nhận là Di sản thế giới gồm:
- 2 Di sản thiên nhiên thế giới:

1. Vịnh Hạ Long, được công nhận năm 1994 theo tiêu chí (vii) và năm 2000 theo tiêu chí (viii).
2. Vườn Quốc gia Phong Nha - Kẻ Bàng, năm 2003, là di sản thiên nhiên thế giới theo tiêu chí (viii).

- 5 Di sản văn hóa thế giới gồm:

1. Quần thể di tích Cố đô Huế, năm 1993, là di sản văn hóa thế giới theo tiêu chí (iv).
2. Phố Cổ Hội An, năm 1999, là di sản văn hóa thế giới theo tiêu chí (ii) (v).
3. Thánh địa Mỹ Sơn, năm 1999, là di sản văn hóa thế giới theo tiêu chí (ii) (iii).
4. Khu di tích trung tâm Hoàng thành Thăng Long, năm 2010, là di sản văn hóa thế giới theo tiêu chí (ii) (iii) và (vi).
5. Thành nhà Hồ, năm 2011, là di sản văn hóa thế giới theo tiêu chí (ii) và (iv)

- 1 Di sản thế giới hỗn hợp:

1. Quần thể danh thắng Tràng An, năm 2014, theo các tiêu chí (vii) và (viii) của 1 di sản thiên nhiên thế giới và tiêu chí (V) của 1 di sản văn hóa thế giới.